# Омар I-II
Омар I-II – трубопровід у Сирії, призначений для постачання природного газу зі сходу на захід країни, до провінцій Дамаск, Хомс та Хама. 
У 1989 році на лівобережжі Євфрату на південний схід від Дейр-ез-Зора почалась розробка нафтового родовища Омар. Оскільки при цьому отримували значні об’єми попутного газу, в 1991-го запустили газопереробний завод Омар, який з плином часу також почав працювати з продукцією інших родовищ. Видачу товарного газу організували по газопроводу Омар, що з 1992-го подає блакитне паливо в район Дамаску, де на нього перевели ТЕС Тишрін. Крім того, живлення отримували ТЕС Тайєм (споруджена на однойменному нафтовому родовищі на правобережжі Євфрату), перекачувальна станція Т3 (на трасі колишнього нафтопроводу з Іраку, західна частина якого використовується для транспортування сирійської нафти), ТЕС Насрія та цементний завод у Адрі (індустріальна зона на схід від дамаської оази). 
Невдовзі до системи додали відгалуження Омар II, що починається за два десятки кілометрів західніше Пальміри та прямує до міста Хомс, від якого завертає на північ та досягає ТЕС Махарда поблизу Хами (цій першій сирійській великій тепловій електростанції також надали можливість споживати газ). Крім того, існує перемичка до зведеної в середині 1990-х за три десятки кілометрів південніше від Хомса ТЕС Джандар. Іншими великими споживачами в цьому районі виступають Хомський НПЗ та завод мінеральних добрив у Каттіні. 
Головна ділянка газопроводу (Омар І) має довжину 440 км та виконана в діаметрі 450 мм. Секція Омар II при такому ж діаметрі має довжину 220 км. Робочий тиск трубопроводу становить 11 МПа. Добова потужність ГПЗ Омар (після завершеної на початку 2000-х модернізації) дорівнювала 5,9 млн м3.
На схід від Пальміри траса Омар І сходиться в одному коридорі з газопроводами Джбейсса – Хомс, Арак – Хомс – Зайзун і Табія – Захід (а Омар II продовжує йти в тому ж коридорі далі до Хомсу з першими двома трубопроводами), що полегшує маневр ресурсами у газотранспортній системі. При цьому всі вони (крім Табія – Захід) можуть приймати додаткові об’єми блакитного палива від введених в експлуатацію у 2009 – 2010 роках газопереробних заводів Хайян, Ебла (обслуговує родовище Аш-Шаєр) та SMAGP (ГПЗ-1).